# Golden Valley (Arizona)
Golden Valley ist ein Census-designated place im Mohave County im US-Bundesstaat Arizona. Das U.S. Census Bureau hat bei der Volkszählung 2020 eine Einwohnerzahl von 8.801 ermittelt. 
In der Nähe der Stadt befindet sich das Kreuz der Arizona State Route 68 mit dem U.S. Highway 93.

## Geographie
Golden Valley liegt im Sacramento Valley und wird durch die umliegenden Berge von den größeren Nachbarstädten Kingman und Bullhead City getrennt. Die Arizona State Route 68 führt als Hauptstraße durch das Zentrum von Golden Valley und verbindet die drei genannten Städte miteinander. U.S. Highway 93 verbindet Golden Valley südwärts mit Kingman und mit Las Vegas, Nevada im Norden.
Golden Valleys geographische Koordinaten lauten 35° 13′ N, 114° 13′ W (35,223016, −114,214988). Nach den Angaben des United States Census Bureau hat der CDP eine Fläche von 72,6 km², ausschließlich Landflächen.
Entwässert wird Golden Valley durch Cerbat Wash, Thirteenmile Wash und einige andere nicht benannte nur periodisch wasserführende Wasserläufe.

## Demographie
Zum Zeitpunkt des United States Census 2000 bewohnten Golden Valley 4515 Personen. Die Bevölkerungsdichte betrug 62,1 Personen pro km². Es gab 2175 Wohneinheiten, durchschnittlich 29,9 pro km². Die Bevölkerung in Golden Valley bestand zu 94,00 % aus Weißen, 0,51 % Schwarzen oder African American, 0,95 % Native American, 0,73 % Asian, 0,16 % Pacific Islander, 1,82 % gaben an, anderen Rassen anzugehören und 1,84 % nannten zwei oder mehr Rassen. 8,04 % der Bevölkerung erklärten, Hispanos oder Latinos jeglicher Rasse zu sein.
Die Bewohner Golden Valleys verteilten sich auf 1822 Haushalte, von denen in 23,3 % Kinder unter 18 Jahren lebten. 57,1 % der Haushalte stellten Verheiratete, 9,1 % hatten einen weiblichen Haushaltsvorstand ohne Ehemann und 29,3 % bildeten keine Familien. 22,6 % der Haushalte bestanden aus Einzelpersonen und in 9,1 % aller Haushalte lebte jemand im Alter von 65 Jahren oder mehr alleine. Die durchschnittliche Haushaltsgröße betrug 2,48 und die durchschnittliche Familiengröße 2,87 Personen.
Die Bevölkerung verteilte sich auf 22,4 % Minderjährige, 4,7 % 18–24-Jährige, 21,7 % 25–44-Jährige, 33,1 % 45–64-Jährige und 18,1 % im Alter von 65 Jahren oder mehr. Der Median des Alters betrug 46 Jahre. Auf jeweils 100 Frauen entfielen 105,3 Männer. Bei den über 18-Jährigen entfielen auf 100 Frauen 101,7 Männer.
Das mittlere Haushaltseinkommen in Golden Valley betrug 27.857 US-Dollar und das mittlere Familieneinkommen erreichte die Höhe von 30.662 US-Dollar. Das Durchschnittseinkommen der Männer betrug 26.319 US-Dollar, gegenüber 19.556 US-Dollar bei den Frauen. Das Pro-Kopf-Einkommen belief sich auf 13.948 US-Dollar. 15,3 % der Bevölkerung und 10,6 % der Familien hatten ein Einkommen unterhalb der Armutsgrenze, davon waren 22,3 % der Minderjährigen und 11,7 % der Altersgruppe 65 Jahre und mehr betroffen.